# Vokány
Vokány es un pueblo ubicado en el distrito de Siklós, en el condado de Baranya, Hungría.

## Superficie
Posee una superficie de 17,09 kilómetros cuadrados.

## Demografía
Hasta 2019 la población era de 817 habitantes, con una 47,81 densidad de población de  habitantes por kilómetro cuadrado.